# Aeroportul Municipal Aurora
Aeroportul Municipal Aurora (IATA: AUZ, ICAO: KARR, FAA LID: ARR) este un aeroport din Illinois, Statele Unite ale Americii ce deservește zona Chicago. Aeroportul a fost tranzitat în 2019 de 8 pasageri.
Situat la o altitudine de 217 m, aeroportul dispune de 3 piste.

## Infrastructură

### Piste
Aeroportul dispune de 3 piste: 
- pista 9/27 din beton, cu dimensiunile 6.501 picioare × 100 picioare
- pista 15/33 din beton, cu dimensiunile 5.503 picioare × 100 picioare
- pista 18/36 din asfalt, cu dimensiunile 3.198 picioare × 75 picioare